# Valeriano Casanueva Picazo
Valeriano Casanueva Picazo (Madrid, 1889 - Tolosa de Llenguadoc, 1941) fou un advocat de l'Estat. Diputat socialista durant la II República. Va ser director general del Contenciós i secretari de la Reial Acadèmia de Jurisprudència i Legislació.
Madrileny d'origen, procedia d'una família arrelada a Salamanca, on hi tenia terres. Va formar part de la comissió jurídica assessora del Consell de Ministres per a la redacció de l'avantprojecte de Constitució de la República. Va resultar elegit diputat socialista per Salamanca a les eleccions de febrer de 1936, dins del Front Popular després que les Corts anul·lessin l'acta del cedista Ramón Olleros Gregorio. Casanueva va tenir escassa activitat parlamentària, ja que es dedicava més a l'acompliment dels alts càrrecs que va ocupar.
Els altres diputats del Front Popular per Salamanca van ser Casto Prieto Carrasco (Izquierda Republicana) i José Andrés y Manso (PSOE), tots dos assassinats pels revoltats el juliol de 1936. També va resultar escollit en aquestes eleccions el metge Filiberto Villalobos.
Durant la guerra civil va ser sotssecretari d'Estat en 1936 i poc després cònsol general d'Espanya a Odessa (Ucraïna, Unió Soviètica), fins a 1939. A Salamanca se li va incoar un procés de responsabilitats polítiques pel règim franquista com a resultat de la qual se li van embargar els seus béns en aquesta província, valorats en 88.515 pessetes.
Exiliat a França, va morir a Tolosa de Llenguadoc als 52 anys.